# Dykasteria ds. Kultu Bożego i Dyscypliny Sakramentów
Dykasteria ds. Kultu Bożego i Dyscypliny Sakramentów (łac. Dicasterium de Cultu Divino et Disciplina Sacramentorum) – jedna z dykasterii Kurii Rzymskiej. Zajmuje się z ramienia Stolicy Apostolskiej dbaniem o życie liturgiczne w Kościele, zwłaszcza w odniesieniu do praktyki sakramentalnej. Czuwa nad kształtem liturgii, wydając księgi liturgiczne a także autoryzując ich przekłady na języki narodowe. Nadaje tytuł bazyliki mniejszej i udziela zezwolenia na koronacje obrazów na prawach papieskich.

## Historia nazw
- 1588 Sykstus V – utworzenie Świętej Kongregacji Obrzędów (Sacra Congregatio de Sacrorum Rituum)
- 1908 Pius X – utworzenie Świętej Kongregacji ds. Dyscypliny Sakramentów (Sacra Congregatio de Disciplina Sacramentorum)
- 1969 Paweł VI – zmiana nazwy Kongregacji Obrzędów na Święta Kongregacja Kultu Bożego (Sacra Congregatio pro Cultu Divino)[4]
- 1975 Paweł VI połączył dwie istniejące dykasterie – Świętą Kongregację Sakramentów i Kultu Bożego (Sacra Congregatio pro Sacramentis et Cultu Divino)
- 1984 Jan Paweł II – podzielił na:
  - Kongregację ds. Sakramentów (Congregatio de Sacramentis)
  - Kongregację ds. Kultu Bożego (Congregatio de Cultu Divino)
- 1988 Jan Paweł II ponownie je połączył w Kongregację ds. Kultu Bożego i Dyscypliny Sakramentów (Congregatio de Cultu Divino et Disciplina Sacramentorum)[3].
- 2022 Franciszek – zmiana nazwy Kongregacji ds. Kultu Bożego i Dyscypliny Sakramentów na Dykasteria ds. Kultu Bożego i Dyscypliny Sakramentów[5]

## Prefekci Kongregacji
- kardynał Domenico Ferrata (26.10.1908 – 02.01.1914)
- kardynał Filippo Giustini (14.10.1914 – 17.03.1920)
- kardynał Michele Lega (20.03.1920 – 16.12.1935)
- kardynał Domenico Jorio (20.12.1935 – 21.10.1954)
- kardynał Benedetto Aloisi Masella (27.10.1954 – 11.01.1968)
- arcybiskup Francesco Carpino (pro-prefekt 07.04.1967 – 26.06.1967)
- kardynał Francis Brennan (15.01.1968 – 02.07.1968)
- kardynał Antonio Samorè (01.11.1968 – 25.01.1974)
- kardynał James Robert Knox (prefekt Kongregacji ds. Kultu Bożego i Dyscypliny Sakramentów 01.08.1975 – 04.08.1981, prefekt Kongregacji ds. Sakramentów 01.07.1974 – 01.08.1975)
- kardynał Giuseppe Casoria (pro-prefekt 24.08.1981 – 03.02.1983, prefekt 03.02.1983 – 08.04.1984)
- kardynał Paul Augustin Mayer OSB (pro-prefekt 08.04.1984 – 27.05.1985, prefekt 27.05.1985 – 01.07.1988)
- kardynał Eduardo Martínez Somalo (01.07.1988 – 21.01.1992)
- kardynał Antonio María Javierre Ortas SDB (24.01.1992 – 21.06.1996)
- kardynał Jorge Medina Estévez (pro-prefekt 21.06.1996 – 23.02.1998, prefekt 23.02.1998 – 01.10.2002)
- kardynał Francis Arinze (01.10.2002 – 09.12.2008)
- kardynał Antonio Cañizares Llovera (29.12.2008 – 28.08.2014)
- kardynał Robert Sarah[6] (24.11.2014 – 20.02.2021)
- kardynał Arthur Roche[7] (od 27.05.2021)

## Prefekci Dykasterii
- kardynał Arthur Roche (od 05.06.2022)

## Obecny zarząd dykasterii
Na podstawie źródła:
- kard. Arthur Roche – prefekt Dykasterii (od 27 V 2021)
- abp Vittorio Viola – sekretarz Dykasterii (od 27 V 2021)
- bp Aurelio García Macías – podsekretarz Dykasterii (od 27 V 2021)
- ks. Krzysztof Marcjanowicz – podsekretarz Dykasterii (od 31 I 2023)